# Left Lane Cruiser
Left Lane Cruiser is een Amerikaanse bluesrockband, opgericht in 2004. De band bestaat uit Fredrick "Joe" Evans IV en Pete Dio. De band haalt veel inspiratie uit de muziek van diverse countryblues muzikanten afkomstig uit Noord Mississippi. De muziek uit deze streek wordt ook wel North Mississippi Hill country blues of North Mississippi blues genoemd. Deze stijl wordt gekenmerkt door een sterke nadruk op ritme en percussie, stevige gitaarriffs, weinig akkoordwisselingen en onconventionele songstructuren.

## Bezetting

### Huidige leden
- Joe Evans IV - slidegitaar & zang (2004 - heden)
- Pete Dio - drums & achtergrondzang (2014 - heden)

### Voormalige leden
- Brenn Beck - drums, percussie & achtergrondzang (2004 - 2014)
- Jessie Garet - basgitaar (2004)
- Joe Bent - basgitaar, skateboard slidegitaar & zang (2013 - 2015)

## Discografie

### Albums
Tussen haakjes totaal aantal weken in de lijst
| Titel                            | Jaar | Charts           | Charts          | Charts           | Opmerkingen            |
| Titel                            | Jaar | NL Album Top 100 | VL Ultratop 200 | VS Billboard 200 | Opmerkingen            |
| -------------------------------- | ---- | ---------------- | --------------- | ---------------- | ---------------------- |
| Gettin' Down On It               | 2006 | -                | -               | -                | -                      |
| Bring Yo' Ass to the Table       | 2008 | -                | -               | -                | -                      |
| All You Can Eat                  | 2009 | -                | -               | -                | -                      |
| Junkyard Speed Ball              | 2011 | -                | -               | -                | -                      |
| Painkillers                      | 2012 | -                | -               | -                | met Reverend James Leg |
| Rock Them Back to Hell           | 2013 | -                | -               | -                | -                      |
| Slingshot                        | 2014 | -                | -               | -                | -                      |
| Dirty Spliff Blues               | 2015 | -                | -               | -                | -                      |
| Beck in Black                    | 2016 | -                | -               | -                | Verzamelalbum          |
| Death Blues vs. The Dirty Spliff | 2017 | -                | -               | -                | met 20 Watt Tombstone  |
| Claw Machine Wizard              | 2017 | -                | -               | -                | -                      |
| Shake and Bake                   | 2019 | -                | -               | -                | -                      |
| Bayport BBQ Blues                | 2024 | -                | -               | -                | -                      |